# Dirk Leun

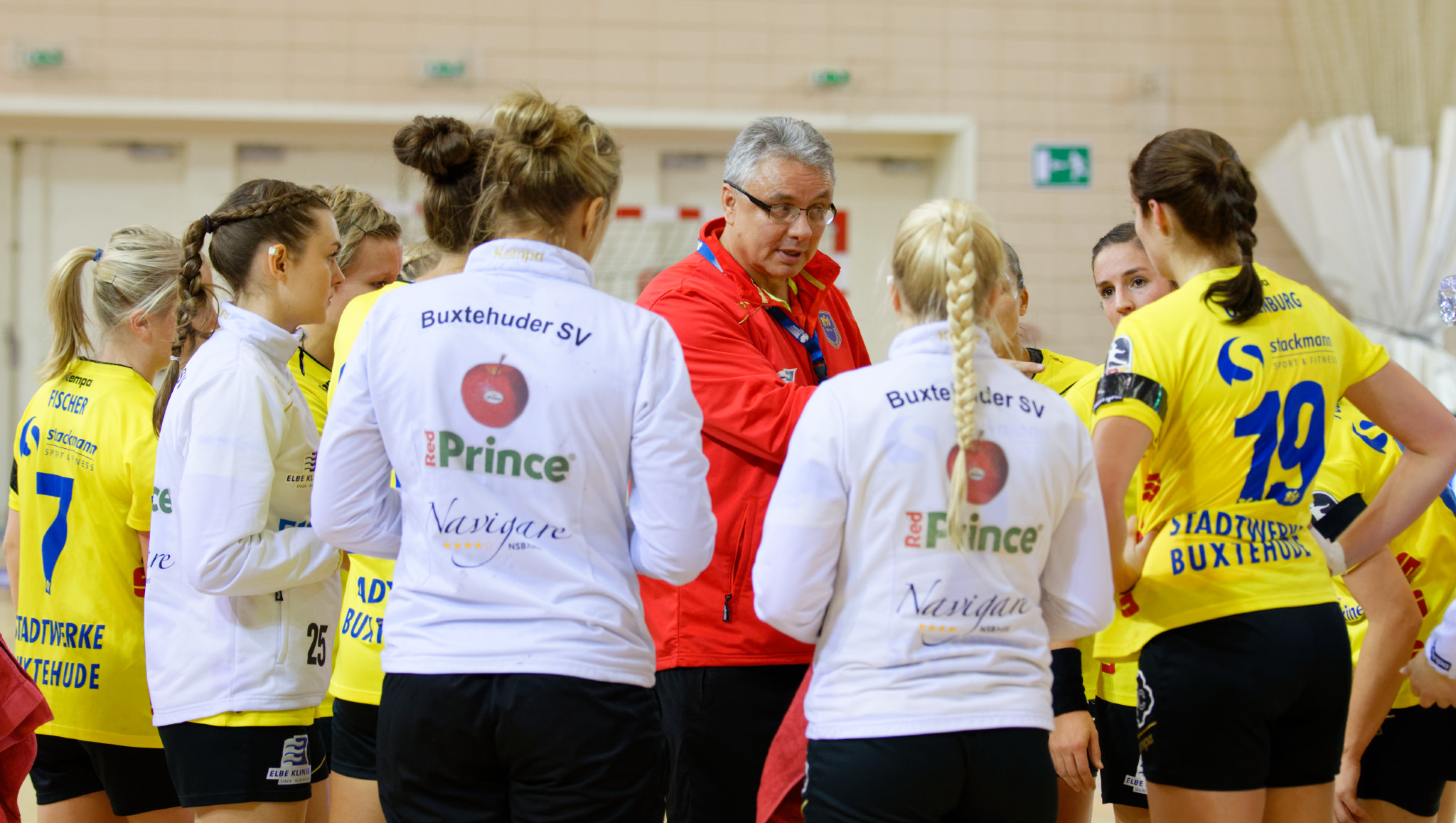
Dirk Leun bei einem Team-Time-out (2015)

Dirk Leun (* 11. April 1964 in Lich) ist ein deutscher Handballtrainer und ehemaliger Handballspieler.

## Karriere
Dirk Leun spielte bis 1996 beim TV Hüttenberg Handball. Anschließend trainierte der Journalist dort die Damenmannschaft, welche unter seiner Leitung Hessenmeister wurde, und die in der 2. Bundesliga spielende Herrenmannschaft. Mit den Jugendmannschaften des TV Hüttenbergs gewann er die deutsche Meisterschaft und Vizemeisterschaft in der A- und B-Jugend. Er war als Hessischer Auswahltrainer tätig. Beim TV Lützellinden arbeitete er als Jugend-Koordinator.
Zwischen 1999 und 2004 trainierte Leun den Bundesligisten TV Mainzlar, mit dem er 2001 den DHB-Pokal gewann. Anschließend wechselte Leun zum Regionalligisten TGS Walldorf. Im ersten Jahr gelang der Mannschaft als Vizemeister der Aufstieg, da der Meister TV Lützellinden keine Bundesliga-Lizenz bekam. Nach einem Jahr in der zweiten Bundesliga stiegen die Walldorferinnen als Tabellenletzter wieder in die Regionalliga ab und Leun verließ den Verein.
Später war der vierfache Vater als DHB-Trainer der deutschen U20-Juniorinnen tätig. Daneben war Leun beim Hessischen Handballverband als Beauftragter Lehrwesen für Landesauswahlteams angestellt.
Seit dem 1. Juli 2008 trainiert Leun den Bundesligisten Buxtehuder SV. Später übernahm er beim Buxtehuder SV zusätzlich die A-Jugend, die unter seiner Leitung 2016 die deutsche Meisterschaft gewann. 2019 gewann die von ihm trainierte Buxtehuder B-Jugend ebenfalls die deutsche Meisterschaft.

## Privat
Verheiratet ist er mit Claudia Leun, mit welcher er vier Kinder, zwei Töchter und zwei Söhne, hat. Die Zwillinge Finn-Lukas und Jakob-Jannis sowie seine jüngere Tochter Mia-Marie Leun spielen ebenfalls Handball.

## Erfolge als Trainer
- DHB-Pokal-Finale 2000 (TV Mainzlar), 2011 (Buxtehuder SV)
- DHB-Pokal 2001 (TV Mainzlar), 2015 und 2017 (Buxtehuder SV)
- Deutscher Vizemeister 2011, 2012 (Buxtehuder SV)
- Aufstieg in die 2. Handballbundesliga (TGS Walldorf)
- U20-Weltmeister 2008
- EHF Challenge Cup 2010 (Buxtehuder SV)
- Teilnahme Gruppenphase der Champions League 2012, 2013 (Buxtehuder SV)